# Certificato di protezione complementare
Nella spazio economico europeo, il certificato di protezione complementare, o certificato complementare di protezione (noto anche con la sigla inglese SPC, da Supplementary Protection certificate), è un certificato che permette di allungare la durata di un brevetto. Fa riferimento in particolare all'estensione di un brevetto relativo ad un medicinale un fitosanitario o un integratore.
Definito nel Regolamento CEE 1768 del 18/6/1992 (poi sostituito dal n. 469/2009), l'SPC faceva originariamente riferimento all'estensione di un brevetto relativo ad un medicinale. Con il Regolamento 1610/96 lo strumento venne esteso ai fitosanitari. Lo scopo di questa protezione, oltre al normale periodo previsto dal brevetto, è quello di recuperare il tempo intercorso tra la data di richiesta del brevetto e l'autorizzazione all'immissione in commercio del prodotto. Per la commercializzazione di questi prodotti è infatti necessario una specifica autorizzazione, la AIC (autorizzazione immissione in commercio) che può essere rilasciata, per motivi di sicurezza igienico-sanitaria, dopo un ciclo di verifiche e controlli operati dal ministero della sanità. Durante questo intervallo di tempo, il titolare del brevetto non può sfruttare economicamente i propri diritti. Per risarcire i mancati introiti causati dal tempo necessario per ottenere la AIC, viene concesso un periodo supplementare  per la durata del brevetto. IL CCP ha una durata limitata e non può eccedere i 5 anni.
In seguito, il 1 luglio del 2019 è entrato in vigore il nuovo Regolamento (UE) 2019/933 con l'intento di migliorare e modificare il Regolamento (CE) n. 469/2009, in quanto contiene in più delle eccezioni che hanno l'obiettivo di promuovere la competitività dei fabbricanti di medicinali generici e biosimilari con sede nell'Unione Europea. Secondo quest'ultimo regolamento, se il fabbricante adempie correttamente agli obblighi informativi verso l'Autorità nazionale competente per la proprietà industriale e il titolare del certificato, è possibile anche durante il periodo di validità del certificato:
1. fabbricare il prodotto per poi esportarlo in paesi terzi non dell'UE in cui la protezione del certificato sia scaduta o non sia mai esistita.
2. creare uno stock (nei mesi precedenti alla data di scadenza del certificato) per poi immettere il prodotto nel mercato EU subito dopo la scadenza del certificato.

In Italia era già in vigore una forma di certificato di protezione complementare, introdotto nella legge n. 349 del 19 ottobre 1991, che prevedeva una protezione supplementare non superiore a diciotto anni. La legge non è più in vigore dal 18 giugno 1992, con la pubblicazione del già citato regolamento europeo.